# Aprovisionamiento electrónico
El aprovisionamiento electrónico o E-Procurement (en inglés) es la compra y venta de suministros, trabajo y servicios negocio-a-negocio
(business-to-business B2B), negocio-a-consumidor (business-to-consumer B2C) o negocio-a-gobierno (Business-to-government B2G), a través de Internet, también como otros sistemas de información y conexiones de redes, tales como el Intercambio Electrónico de Datos (EDI por sus siglas en inglés, Electronic Data  Interchange) y la Planificación de Recursos Empresariales (ERP por sus siglas en inglés, Enterprise Resource Planning). 
Típicamente, los sitios Web de e-procurement permiten que usuarios calificados y registrados busquen compradores o vendedores de bienes y servicios. Dependiendo del enfoque, los compradores o vendedores pueden especificar o invitar a subastas. Las transacciones pueden ser iniciadas y completadas; Las operaciones continuadas pueden calificar a los clientes para descuentos por volumen u ofertas especiales. Los programas de e-procurement pueden hacer posible que se automaticen algunas actividades de compra y venta. Las compañías participantes esperan ser capaces de controlar inventarios pasados más eficazmente, reducir el exceso de intermediarios, y mejorar los ciclos de manufacturación. Se espera que el e-procurement sea integrado a la cadena de valor Compra-a-pago (Purchase-to-pay o P2P) que es más amplia, con la tendencia al manejo de cadena de suministros computarizado.
El e-procurement está desarrollado con alguna aplicación de software que incluye características para dirección y subastas complejas. La nueva generación de e-procurement es sobre pedido o programa(s) como servicio (software-as-a-service).

Existen siete principales tipos de e-procurement:
1.	ERP basada en Web (Web based ERP): crear y aprobar requisiciones de compra, realizar órdenes de compra y recibir mercancías y servicios a través del uso de una solución de software basada en la tecnología de Internet.
2.	e-MRO (Mantenimiento, Reparación y Puesta a punto [Maintenance, Repair and Overhaul]): Lo mismo que la ERP basada en Web, excepto que los bienes y servicios ordenados son suministros de MRO no relacionados con productos.
3.	e-sourcing (e-perfilación): Identificar nuevos proveedores para una categoría específica de requerimientos de compra usando tecnologías de Internet.
4.	e-tendering (e-licitación): Enviar peticiones para información y precios a proveedores y recibir las respuestas de los mismos, usando tecnologías de Internet.
5.	e-reverse auctioning (e-subasta revertida): Usar tecnologías de Internet para comprar bienes y servicios de un número de proveedores conocidos o desconocidos.
6.	e-informing (e-información): Reunir y distribuir información de operaciones tanto de cómo para entidades internas y externas usando tecnologías de Internet.
7.	e-marketsites (e-sitios mercantiles): Se expande sobre la ERP basada en Web para abrir cadenas de valor. Las comunidades compradoras pueden acceder a productos y servicios de proveedores preferidos, añadir a carros de compra, crear requisiciones, buscar aprobación, emitir recibos de órdenes compra y procesar facturas con integración a las cadenas de proveedores y sistemas financieros de compradores.

La cadena de valor del e-procurement consiste en la gestión de pedidos, e-tendering, e-auctioning, gestión de proveedores, gestión de catálogos y gestión de contratos. La gestión de pedidos es el volumen de trabajo involucrado en la preparación de licitaciones. Esta parte de la cadena de valor es opcional, con los departamentos individuales de aprovisionamiento definiendo su proceso de pedido. En las labores de procuración, la aprobación administrativa y la sanción técnica son obtenidas en formato electrónico. En la procuración de los bienes, la actividad de generación de pedidos hecha en línea. El resultado final de la fase es tomado como entradas para emitir el NIT (Impuesto Negativo sobre la Renta [Negative Income Tax]).
Los elementos del e-procurement incluyen peticiones de información, peticiones de propuestas, peticiones para cotizaciones, RFx ([Request For, Petición de x] los tres anteriores juntos) y e-RFx (programas para manejar proyectos de RFx.)

## Ventajas
En realidad, el e-procurement tiene la ventaja de llevar la gestión de la cadena de suministros al siguiente nivel, proveyendo información en tiempo real al proveedor con respecto al estatus de las necesidades de los clientes. Por ejemplo, un proveedor puede tener un acuerdo con un cliente para embarcar automáticamente materiales cuando el nivel de existencias del cliente alcance un punto bajo, esto evita la necesidad de que el cliente pida el abastecimiento correspondiente.
- Datos: Q377505